# De Worm Ouroboros (boek)
De Worm Ouroboros is een fantasyroman geschreven door E.R. (Eric Rucker) Eddison. De eerste druk kwam uit in Londen in 1922. Het Engelstalige boek gold lange tijd als onvertaalbaar en werd pas in 1976 vertaald in het Nederlands door Helen Knopper.
De Worm Ouroboros is een van de eerste echte high fantasyboeken. De titel van het boek verwijst naar Ouroboros, de slang die in zijn eigen staart bijt en de cyclische aard van de natuur symboliseert, het eeuwige terugkeren en de eenheid van alles. 
J.R.R. Tolkien noemde Eddison naar aanleiding van dit boek de grootste en meest overtuigende schrijver van fictieve werelden die hij had gelezen. Het boek en de filmrechten zijn in 2015 publiek domein geworden, omdat E.R. Eddison stierf in 1945.

## Verhaal
In het eerste hoofdstuk is het Lessingham die de rest van het verhaal ziet en waarneemt. Hij wordt door een meerle naar Demonenland gebracht, waar hij alles kan horen, maar waar hij zelf onzichtbaar en onhoorbaar is. Na het eerste hoofdstuk verdwijnt hij bijna geheel uit het verhaal.
Een ambassadeur van Heksenland arriveert in Demonenland. Hij brengt een boodschap van koning Gorice XI: de Demonen moeten onmiddellijk naar zijn fort te Carcë komen om daar de voeten te kussen van koning Gorice XI, heerser over Heksenland én Demonenland. Omdat de Demonen zojuist een oorlog hebben uitgevochten met de Monsters, die overigens door de Demonen totaal zijn uitgeroeid, is hun leger en marine gedecimeerd. Daarom zien de Heksen hun kans schoon om het enige volk dat aan hen gewaagd is juist nú uit te dagen. Heer Juss, de heerser van Demonenland, besluit samen met zijn strijdmakkers de heren Brandoch Daha, Spitfire en Goldry Bluszco dat Goldry de koning zal uitdagen tot een tweegevecht. Goldry wint en koning Gorice XI sterft. Maar hij reïncarneert als Gorice XII, die met magische krachten Goldry wegvoert en Demonenland verovert. Uiteindelijk kunnen de Demonen hun land weer bevrijden en Goldry bevrijden. Maar wanneer de Heksen zijn verslagen is er geen vreugde bij de Demonen, want er zijn nu geen waardige tegenstanders meer voor dit ultieme strijdvolk. Maar koningin Sophonisba, de lieveling der goden, zorgt ervoor dat hun liefste wens in vervulling gaat: het hele avontuur begint weer opnieuw als een ambassadeur van Heksenland arriveert in Demonenland...